# 希勒里 (伊利諾伊州)
希勒里（英語：Hillery）是位於美國伊利諾伊州弗米利恩縣的一個非建制地區。該地的面積和人口皆未知。

## 地理
希勒里的座標為40°07′52″N 87°41′40″W / 40.13111°N 87.69444°W，而該地的平均海拔高度為197米（即646英尺）。